# Míchigan
Míchigan (en inglés, Michigan, pronunciación: /ˈmɪʃɪgən/) es uno de los cincuenta estados que, junto con Washington D. C., forma los Estados Unidos de América. Su capital es Lansing y su ciudad más poblada, Detroit.
Ubicado en la región Medio Oeste del país, división Centro Noreste, consta de dos penínsulas separadas entre sí y rodeadas principalmente por cuatro de los cinco Grandes Lagos y conteniendo una variedad de islas cercanas. Ambas áreas tienen características muy distintas: la península superior —que limita al norte y este con el lago Superior y el río St. Marys, que lo separan de Canadá, al sureste con el lago Hurón, al sur con los estrechos de Mackinac (que lo separan de la península inferior) y el lago Míchigan, y al suroeste con Wisconsin— y la península inferior, que tiene forma de manopla izquierda, y limita al norte con los estrechos de Mackinac, al este con los ríos St. Clair y Detroit, y los lagos Hurón, Sainte-Claire y Erie, que lo separan de Canadá, al sur con Ohio e Indiana, y al oeste con el lago Míchigan que lo separa de Illinois y Wisconsin. Con 10 077 331 habitantes en 2020 es el décimo estado más poblado, por detrás de California, Texas, Florida, Nueva York, Pensilvania, Illinois, Ohio, Georgia, y Carolina del Norte. Fue admitido en la Unión el 26 de enero de 1837, como el estado número 26.
Míchigan es uno de los líderes nacionales de la industria manufacturera. La capital nacional de la industria automovilística está localizada en la mayor ciudad del estado, Detroit. El estado es el mayor productor de automóviles y camiones de los Estados Unidos, y es también el segundo mayor productor de hierro del país.
Uno de los apodos más conocidos de Míchigan es The Great Lakes State (El estado de los Grandes Lagos). De hecho, Míchigan limita con cuatro de los cinco Grandes Lagos norteamericanos. Su litoral posee 5292 km de extensión, y es uno de los más extensos de todo el país. Ninguna parte del estado se localiza a más de 137 km del litoral de los Grandes Lagos. Míchigan está dividido en dos áreas distintas, la Península Superior y la Península Inferior, conectadas entre sí por un único puente de ocho kilómetros de longitud. Otro apodo de Míchigan es The Wolverine State (El estado del glotón) debido a que durante los primeros tiempos de la colonización europea de la región, cazadores y comerciantes de pieles cazaron y comercializaron con indígenas de la región grandes cantidades de pieles de glotón.
Su nombre proviene del lago Míchigan, cuya denominación es una adaptación al francés del término mishigani proveniente del ojibwe, cuyo significado es 'gran lago' o 'gran agua'. Míchigan fue colonizado inicialmente por los franceses. La colonización francesa de la región sin embargo fue limitada. Francia cedió Míchigan al Reino Unido en 1764. En 1783, después del fin de la guerra de Independencia de los Estados Unidos, Míchigan pasó a formar parte del Territorio del Noroeste en 1787, un territorio independiente en 1805, y elevado a la categoría de estado el 26 de enero de 1837, como 26.º estado estadounidense en entrar en la Unión.

## Historia

### Hasta 1837
Diversas tribus y pueblos nativoamericanos vivían en la región donde actualmente se localiza el estado de Míchigan miles de años antes de la llegada de los primeros europeos. Estas tribus y pueblos incluían los chippewa, los menomini, los miami, los ottawa y los potawatomi, tribus indígenas parte de la familia nativoamericana de los algonquinos; además de los hurones, que vivían donde actualmente está localizada la ciudad de Detroit. Se estima que la población indígena en la época de la llegada de los primeros europeos era de quince mil habitantes.
El primer explorador europeo de Míchigan fue el francés Étienne Brûlé, que exploró la Península Superior de Míchigan en 1620, partiendo de Quebec al mando de Samuel de Champlain. Finalmente, Míchigan pasó a formar parte de la provincia colonial francesa de Luisiana, una de las provincias coloniales de Nueva Francia. El primer asentamiento europeo permanente en Míchigan, Sault Ste. Marie, fue fundado por Jacques Marquette, un misionero francés, en 1660.

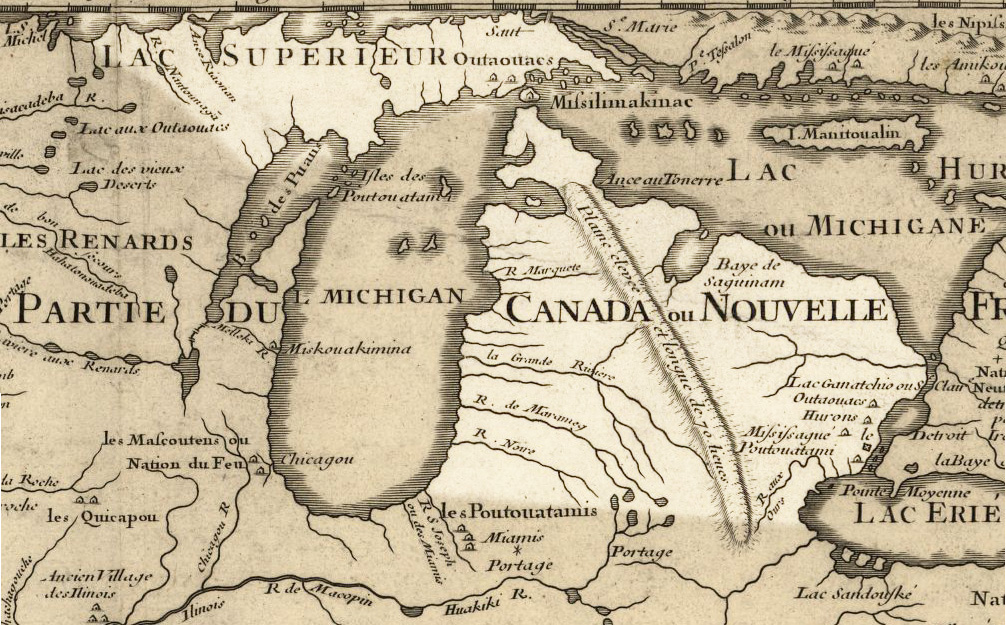
Mapa de Míchigan en 1718, por Guillermo Delisle.

Los franceses fundaron diversos asentamientos comerciales, fuertes y aldeas en Míchigan a finales del siglo XVII. Entre ellos, se destaca la fundación de Fort Pontchartrain, actual Detroit, fundada por Antoine de Lamothe-Cadillac. Sin embargo, las actividades francesas en la región estaban limitadas a la caza, intercambios comerciales y catequización de los indígenas locales y una agricultura muy limitada. En 1760, Míchigan poseía solo algunos centenares de habitantes.
Disputas territoriales entre los colonos franceses y británicos desencadenaron la Guerra Franco-Indígena, que ocurrió entre 1754 y 1763, que acabó en derrota de los franceses. Como parte del Tratado de París, los franceses cedieron todas las colonias francesas en América del Norte localizada al este del río Misisipi a los británicos. Así, Míchigan pasó a ser controlada por el Reino Unido. En 1774, Míchigan pasó a formar parte de Quebec. Sin embargo, continuó poco poblada, y el crecimiento de la población de la región continuó siendo muy bajo, con los británicos interesados principalmente en el comercio de pieles y no en el asentamiento y colonización de la región.
Durante la guerra de Independencia de los Estados Unidos, gran parte de Míchigan, habitado principalmente por colonos que apoyaban la independencia, se rebeló contra los británicos. Estos, con la ayuda de tribus indígenas locales, atacaron constantemente los asentamientos rebeldes en la región, y conquistaron Detroit. Los españoles, aliados de los rebeldes, conquistaron St. Joseph a los británicos en 1781, y cedieron el control del asentamiento a los rebeldes el día siguiente. La guerra por la independencia terminó en 1783, y Míchigan pasó a ser controlada por el recién formado Estados Unidos de América. En 1787, la región pasó a formar parte del Territorio del Noroeste. Los británicos, sin embargo, conquistaron Detroit en 1790, y solamente cedieron definitivamente el fuerte en 1796 a los Estados Unidos.
En 1800, Míchigan pasó a formar parte del Territorio de Indiana. En 1805, se creó el Territorio de Míchigan, aunque este territorio incluía solo la Península Inferior del actual estado de Míchigan, con Detroit como sede del gobierno y William Hull es nombrado gobernador. En 1812, durante la guerra anglo-estadounidense, los británicos capturaron Detroit y Fort Mackinac. Tropas estadounidenses recuperaron Detroit en 1813, y Fort Mackinac fue devuelto a los estadounidenses al final de la guerra, en 1815.
A lo largo de la década de 1810 y 1820, las tribus indígenas ojibwe, ottawa y potawatomi comenzaron a luchar contra el creciente poblamiento de colonos blancos de la región. Sin embargo, los indígenas fueron derrotados, y en 1821, forzados a ceder todas sus tierras al gobierno estadounidense. La mayoría de estos indígenas fueron obligados a trasladarse a reservas indígenas en el extremo occidental de Estados Unidos.
Durante la década de 1820, la población de Míchigan comenzó a crecer rápidamente, en gran medida a causa de la inauguración del Canal Erie en 1825, que conectó los Grandes Lagos con el océano Atlántico, convirtiéndose en una ruta de transporte entre los estados del este estadounidense y los territorios poco habitados del oeste.
La creciente población de Míchigan comenzó a exigir la elevación del territorio de Míchigan a la categoría de estado. En 1835, el Congreso estadounidense aprobó la enmienda constitucional que elevaría a Míchigan a la categoría de estado. Disputas territoriales con Ohio, por un estrecho pedazo de tierra, donde se encuentra la ciudad de Toledo, aplazaron la elevación de Míchigan a la categoría de estado. Esta estrecha franja pasó a formar parte de Ohio, por resolución del Congreso, pero en compensación Míchigan recibió la Península Superior. El 26 de enero de 1837, Míchigan se convirtió en el vigésimo sexto estado de la Unión, ya con sus fronteras actuales.

### 1837-actualidad
Durante el inicio de la década de 1840, grandes depósitos de cobre y de hierro fueron encontrados en la Península Superior de Míchigan, atrayendo a miles de personas de estados del este estadounidense. Las esclusas de Soo (Soo Locks o Sault Locks en inglés) fueron inauguradas en 1855, conectando el lago Superior con el resto de los Grandes Lagos, para permitir el rápido y eficiente traslado de los minerales extraídos en la Península Superior desde puertos en el norte del estado, hasta los Grandes Lagos, y, así, facilitar el transporte de estos minerales a los principales centros siderúrgicos del país, la mayoría de ellos localizados al borde de los Grandes Lagos o en grandes ríos que desembocan en ellos.

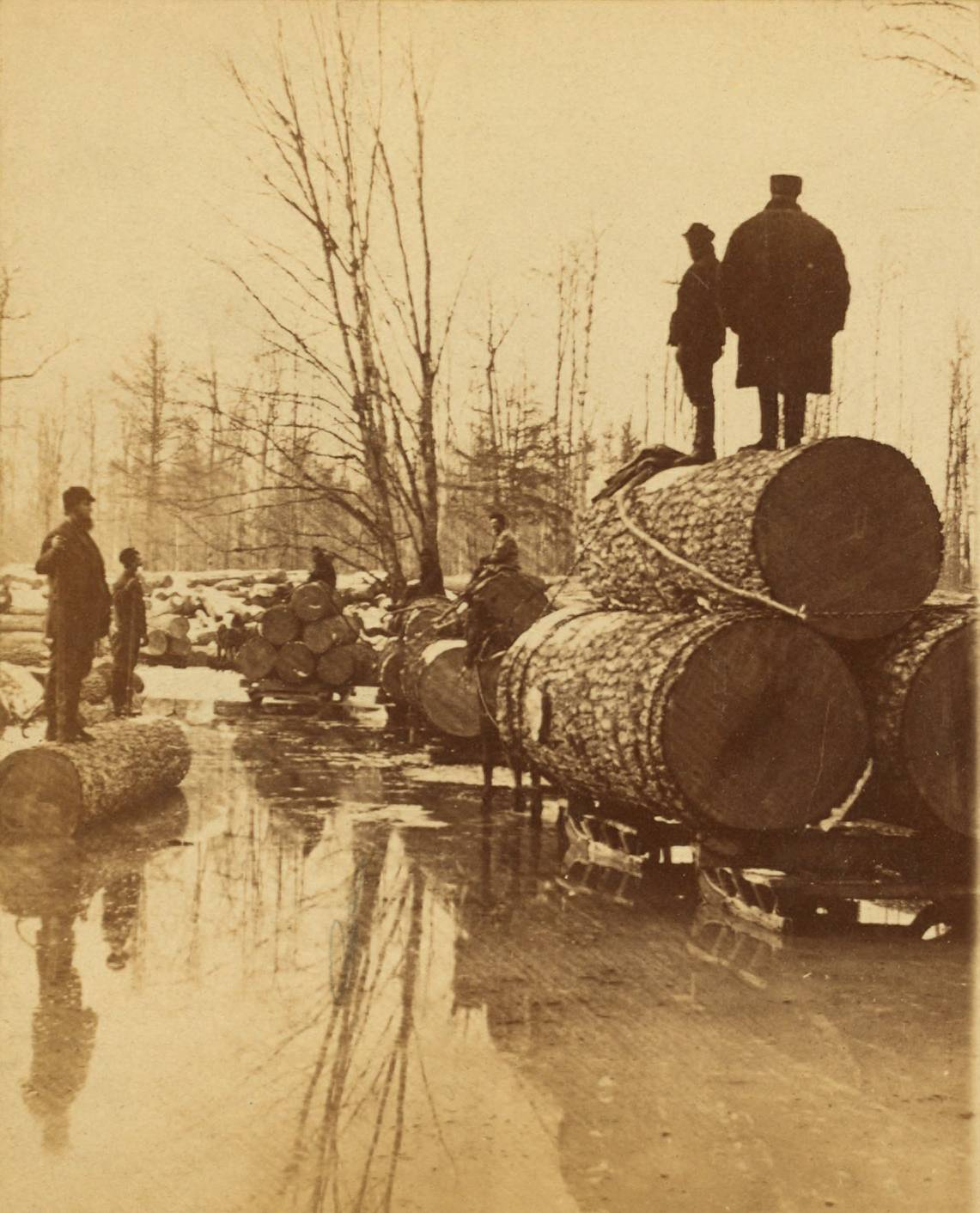
Tala de pinos en Míchigan a finales del

Míchigan participó activamente a lo largo de la guerra civil estadounidense, del lado de la Unión —los Estados Unidos de América propiamente dichos— y contra los rebeldes Estados Confederados de América. Después de la guerra, la economía de Míchigan comenzó a diversificarse, y el estado prosperó económicamente. Durante la década de 1870, la industria maderera floreció en Míchigan. El estado se convirtió en el mayor productor nacional de madera. Sus grandes bosques y su localización próxima al centro-oeste estadounidense ayudó a la ocupación de la región centro-norte de los Estados Unidos. Entre la década de 1870 y 1890, la agricultura y la ganadería también se desarrollaron rápidamente en el estado. La población de Míchigan se dobló entre 1870 y 1890. A finales de siglo, el estado de Míchigan dedicaba más fondos a la educación pública que cualquier otro estado estadounidense.
Durante el inicio del siglo XX, la industria de manufactura se convirtió en la principal fuente de renta de Míchigan —en gran medida a causa de la industria automovilística. En 1897 comenzó la fabricación del oldsmobile en Lansing. En 1904 la Ford fue fundada en Detroit, y con la producción masiva del Ford T, esta ciudad se convirtió en la capital mundial de la industria automovilística. La General Motors está ubicada en Detroit, y la Ford se encuentra en una ciudad vecina. Ambas compañías construyeron grandes complejos industriales en la región metropolitana de Detroit, que hicieron de Míchigan, desde la década de 1910, un líder nacional de la industria. Esta industria se desarrolló bastante durante a Primera Guerra Mundial, gracias a la demanda de vehículos militares.
La Gran Depresión causó una gran recesión económica en Míchigan. Miles de trabajadores de la industria automovilística fueron despedidos, así como trabajadores de otros sectores de la economía del estado. El gobierno estatal de Míchigan tomó varias medidas para intentar minimizar los efectos negativos de la Gran Depresión. El estado creó más de cien Cuerpos de Conservación Civiles (Civilian Conservation Corps), un órgano administrativo que comenzó a emplear a miles de jóvenes desempleados en trabajos de mantenimiento y limpieza. El Works Progress Administration fue otro órgano estatal que empleó a más de quinientas mil personas en paro, en la construcción de grandes obras públicas cómo carreteras, edificios y presas.
La recesión económica en Míchigan fue agravada por el hecho de que las reservas de cobre del estado se localizan a una gran profundidad. Con el descubrimiento de otras reservas de cobre en otros estados estadounidenses, que están localizadas en capas menos profundas, la minería de cobre cayó drásticamente en el estado, con el resultado del aumento del desempleo para centenares de mineros. Durante la Gran Depresión, se fundó el sindicato United Automobile Workers, con el fin de representar a los trabajadores de la industria automovilística. Este sindicato presionó a las compañías automovilísticas en Míchigan a contratar solo trabajadores que fueran miembros del sindicato, y a aceptar negociaciones entre empresas y trabajadores. La Ford y la General Motors fueron los principales blancos del sindicato. Huelgas generales forzaron a ambas compañías a aceptar las reivindicaciones del sindicato. Actualmente, el United Automobile Workers es uno de los mayores sindicatos de los Estados Unidos, siendo el representante de todo trabajador empleado en cualquier gran empresa automovilística en los Estados Unidos, desde 1941.
La entrada de los Estados Unidos en la Segunda Guerra Mundial, en 1941, acabó con la recesión económica de Míchigan. El estado fue a lo largo de la guerra uno de los mayores productores de armas y vehículos militares de los Estados Unidos. Con el fin de la guerra, la industria automovilística y de la minería de cobre se recuperaron. Después del fin de la Segunda Guerra Mundial, y hasta la década de 1980, grandes cantidades de afroamericanos se instalaron en Míchigan, especialmente en Detroit. Conflictos raciales se desarrollaron durante este periodo, culminando en la rebelión de Detroit en 1967, que duró ocho días y causó daños por cerca de veinticinco millones de dólares, y cuarenta y tres muertes.

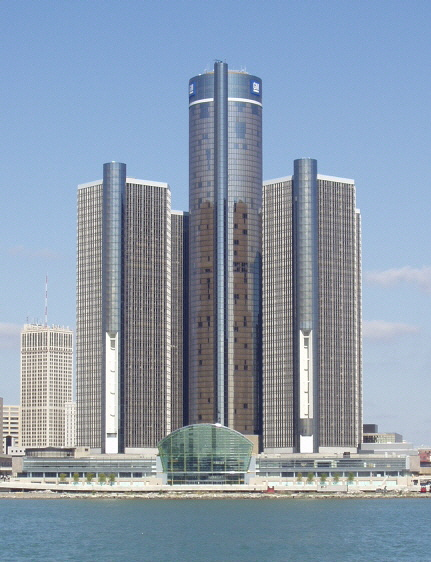
El Renaissance Center, sede de la General Motors, en Detroit.

La Crisis del Petróleo de 1973 causó una recesión económica en los Estados Unidos, afectando severamente la economía de Míchigan. Además, las compañías automovilísticas de los Estados Unidos comenzaron a encontrar una mayor competencia de otras compañías multinacionales, especialmente compañías automovilísticas de Japón. Como consecuencia, las compañías automovilísticas de los Estados Unidos iniciaron un recorte de costes para continuar siendo competitivas en el mercado nacional. Las tasas de desempleo crecieron drásticamente en el estado.
A lo largo de la década de 1970, Míchigan poseyó la mayor tasa de desempleo de cualquier estado estadounidense. Grandes recortes de presupuestos a la educación y a la salud pública también fueron realizados, en una tentativa de disminuir el creciente déficit del presupuesto del estado. El fortalecimiento de la industria automovilística en la década de 1980 y un aumento en el impuesto sobre la renta estatal estabilizaron el presupuesto de Míchigan. Sin embargo, la creciente competencia de empresas automovilísticas japonesas y surcoreanas constantemente amenaza la economía del estado, que aún depende en gran medida de la industria automovilística. Desde el final de la década de 1980 en delante, el gobierno de Míchigan se ha esforzado en atraer nuevas industrias a la región, y así, reducir la dependencia económica del estado en relación con la industria automovilística, cuya importancia relativa en la economía local desde 1979 se ha visto reducida desde un 20 % a menos de 10 %, en forma directa.

## Geografía física

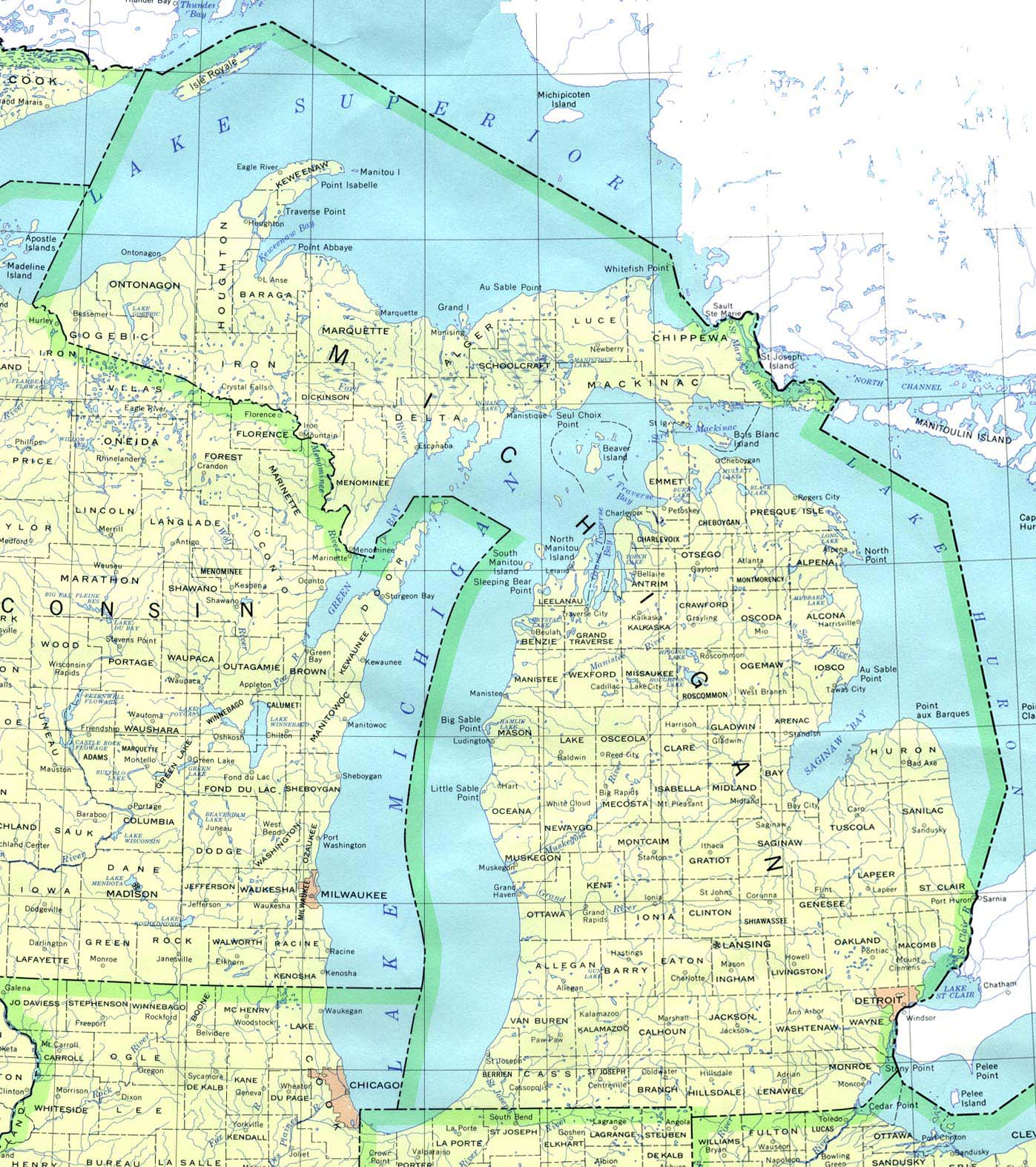
Mapa de Míchigan y sus 83 condados o municipios.

Míchigan limita al norte con el lago Superior, al este con el lago Hurón, al sur con los estados de Indiana y Ohio, y al oeste con el lago Míchigan. La provincia canadiense de Ontario está localizada al norte, al este y en el extremo sudeste de Míchigan, los estados de Wisconsin e Illinois están localizados al oeste y Minnesota se encuentra en el noroeste de Míchigan. Detroit, localizada al norte de la ciudad canadiense de Windsor, es la única gran ciudad estadounidense localizada al norte de una gran ciudad canadiense.
Tiene una superficie de 250 493 km², que, a efectos comparativos, corresponde con la mitad de la de España.

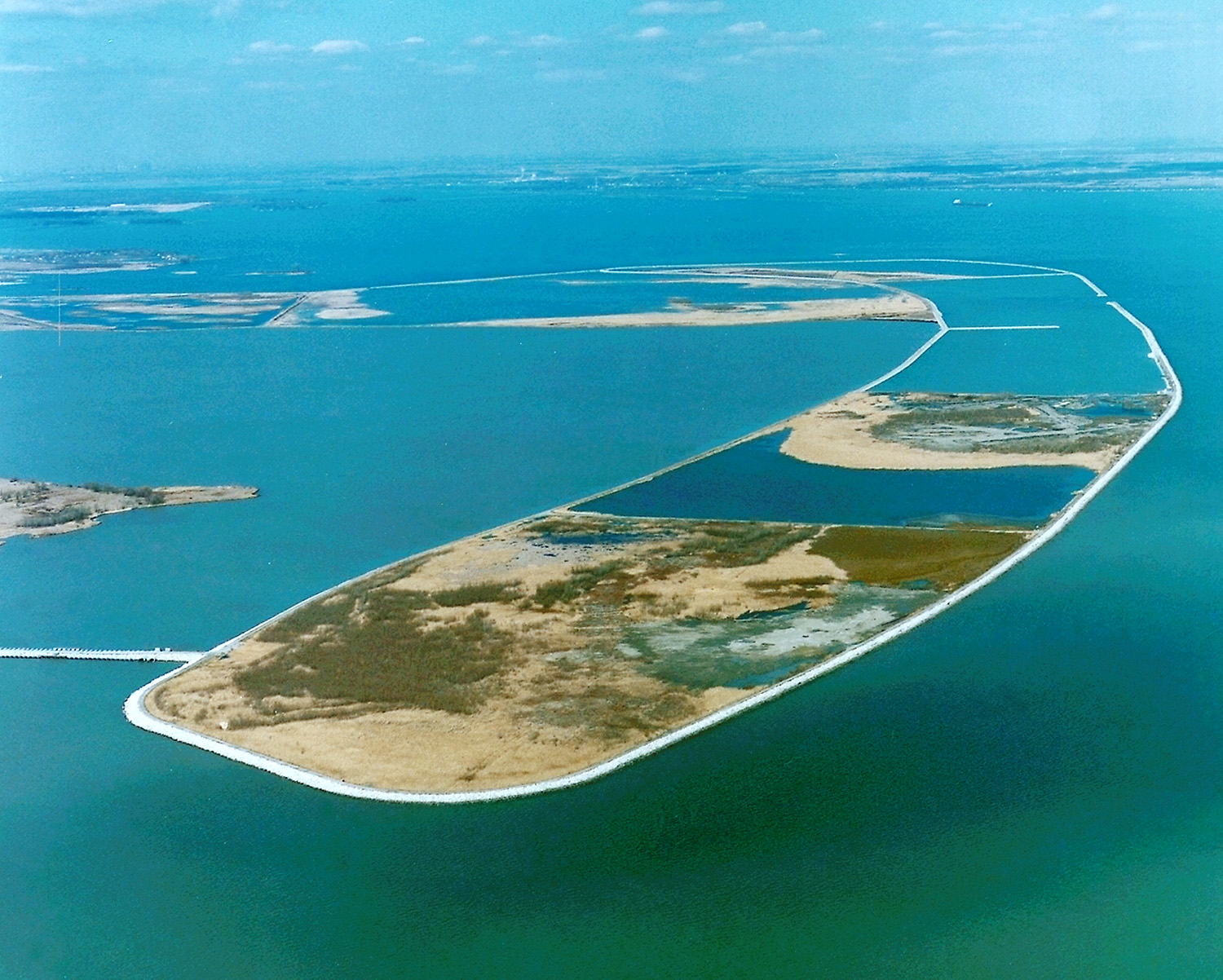
Pointe Mouillee, en el municipio de Berlin, condado de Monroe.

Míchigan tiene un litoral de 5292 km en los Grandes Lagos (que incluyen cerca de mil kilómetros de litoral formado por islas localizadas en estos Grandes Lagos y por bahías y estuarios a lo largo del litoral de Míchigan). Solo Alaska, Luisiana y Florida tienen litorales más extensos. El estado se localiza al borde de todos los Grandes Lagos con excepción del lago Ontario. Ninguna parte del estado se encuentra a más de 137 km de los Grandes Lagos. Míchigan, además, tiene más de 11 000 lagos. Ningún punto del estado está localizado a más de 10 km de un lago. Los ríos del estado son pequeños, cortos y poco profundos, y pocos son navegables. Los principales incluyen al Au Sable, el Thunder Bay, el Cheboygan y el Saginaw, que desembocan en el lago Hurón; el Ontonagon y el Tahquamenon, que desembocan en el lago Superior; y el St. Joseph, Kalamazoo, Grand, Muskegon, Manistee y Escanaba, que desembocan en el lago Míchigan. Los bosques cubren cerca de la mitad del estado.
Míchigan está dividido en dos grandes penínsulas, separadas por los estrechos de Mackinac: la península Superior es la más pequeña de las dos penínsulas, localizada en el noroeste del estado. En comparación con el resto del estado, está poco habitada, con sólo 325 000 habitantes: y la península Inferior, densamente poblada, en la que vive cerca del 97 % de la población del estado. Estas penínsulas solo están conectadas entre sí por el puente del Estrecho de Mackinac.
Míchigan puede dividirse en dos regiones geográficas distintas:
- El Altiplano Superior cubre el extremo noroeste del estado, o el oeste de la península Superior. Esta región posee un terreno muy accidentado. El punto más alto del estado, Mount Coorwood, se localiza en esta región, con sus 603 metros de altitud. Esta región es extremadamente rica en cobre y en hierro.
- Las Llanuras de los Grandes Lagos ocupan la mayor parte de Míchigan. Esta región se caracteriza por su baja altitud, de hasta 174 metros al borde del lago Erie. Esta región es rica en pantanos, ríos y lagos, y su suelo es muy fértil.

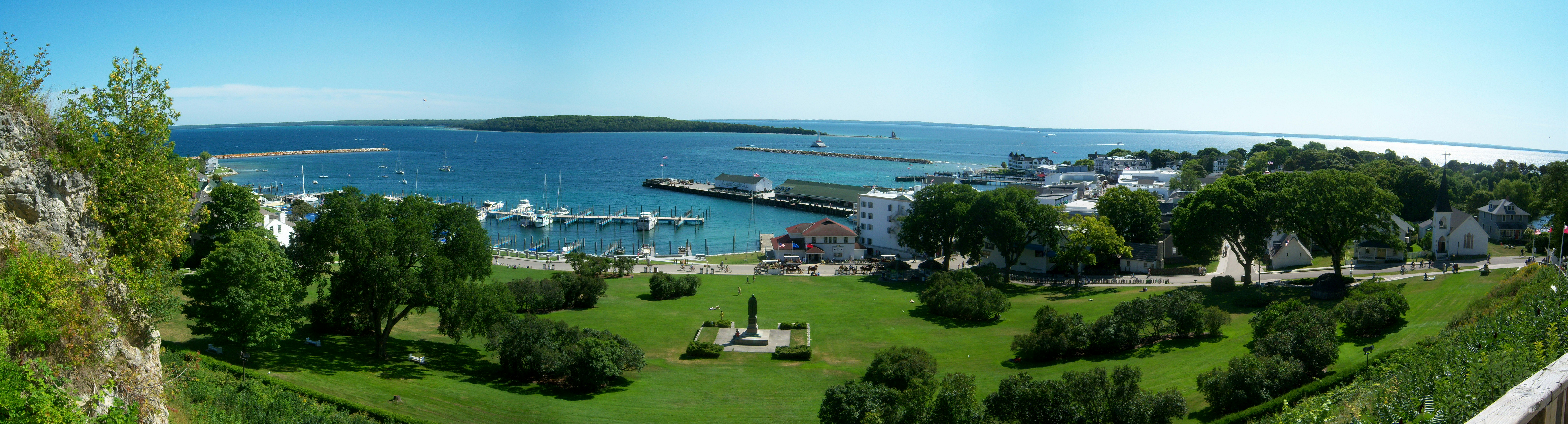
El parque Marquette en la isla Mackinac.

### Clima

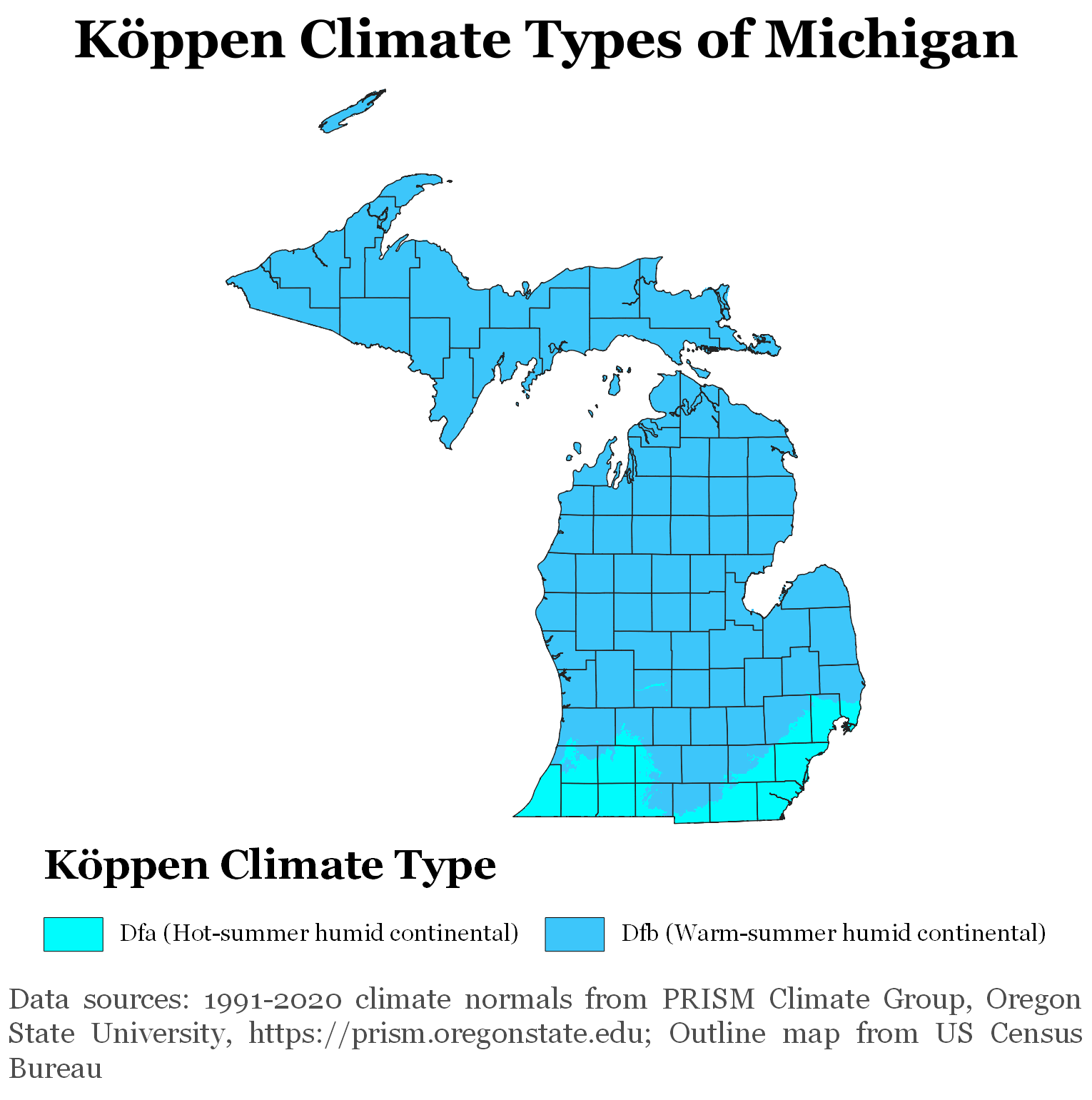
Köppen Tipos de clima Míchigan

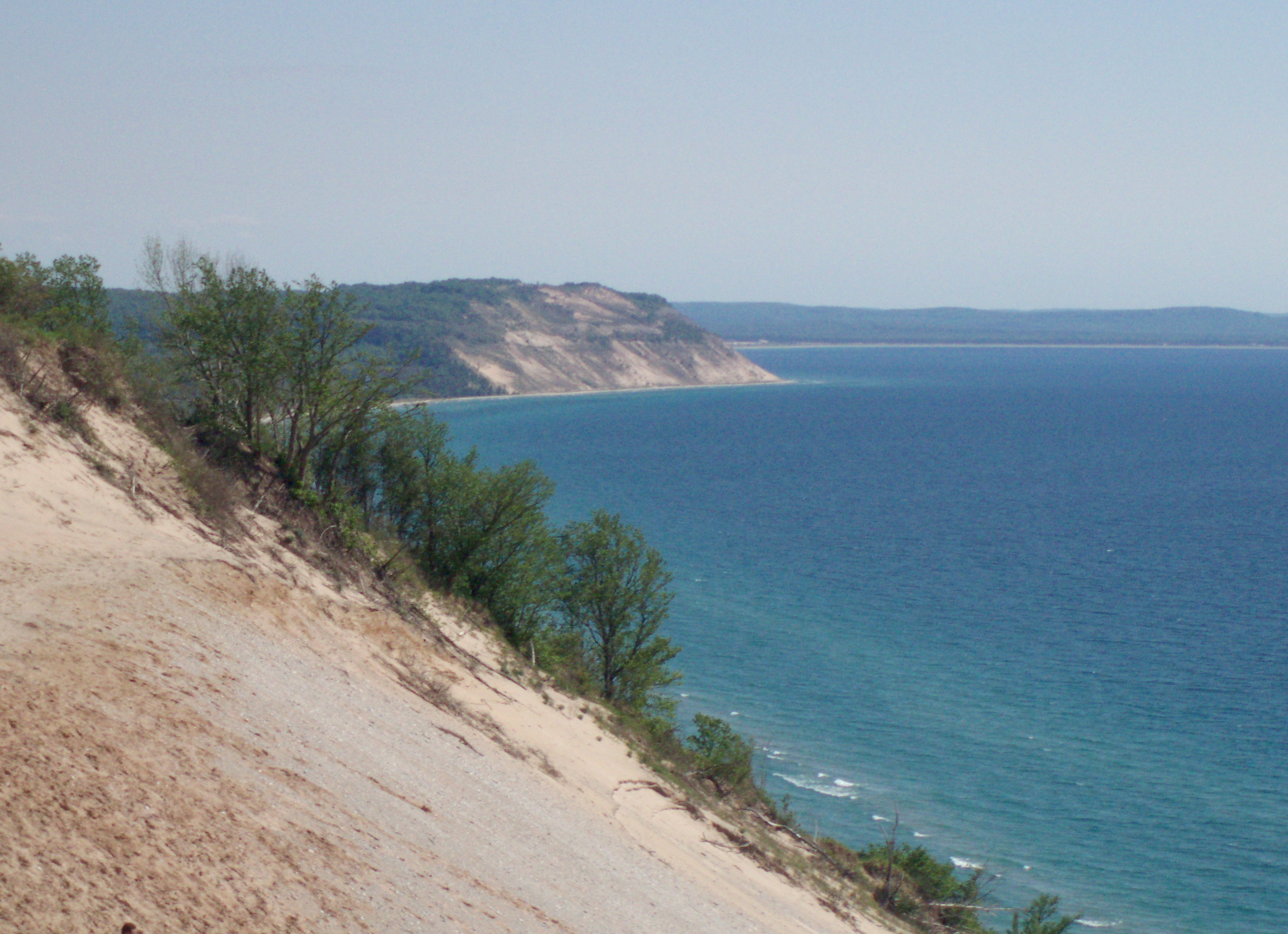
Dunas Sleeping Bear, en los condados de Leelanau y Benzie.

Míchigan posee un clima templado húmedo (clasificaciones climáticas de Köppen Dfa y Dfb), con cuatro estaciones bien definidas. Los veranos del estado son suaves debido a la presencia de grandes masas de agua en la región, mientras que los inviernos son fríos. La temperatura desciende a medida que se viaja hacia el norte.
Durante el invierno, la temperatura media en la región sur de Míchigan es de -6 °C, de -9 °C en la región céntrica, y de -12 °C en la Península Superior. La media de las mínimas en el estado es de -10 °C, y la media de las máximas es de -1 °C. Las mínimas varían entre -40 °C y 8 °C, y las máximas entre -35 °C y 15 °C. La temperatura más baja registrada en el estado es de -46 °C, en Vanderbilt, el 9 de febrero de 1934.
En verano, la temperatura media es de 22 °C en el extremo sur, de 20 °C en la región céntrica y de 18 °C en la Península Superior. La media de las mínimas es de 14 °C, y la media de las máximas es de 26 °C. Las máximas pueden alcanzar hasta 40 °C en la región sur, y 34 °C en la Península Superior. La temperatura más alta registrada en el estado fue de 44 °C, en Mio, el 13 de julio de 1932.
La tasa de precipitación media anual de lluvia de Míchigan es de 80 mm, variando entre 95 mm anuales en la Península Superior y en el extremo suroeste del estado, hasta 68 centímetros en el nordeste del estado. Las tasas de precipitación media anual de nieve varían entre 100 centímetros en el sur a más de 400 centímetros en el norte del estado.

## Administración y política

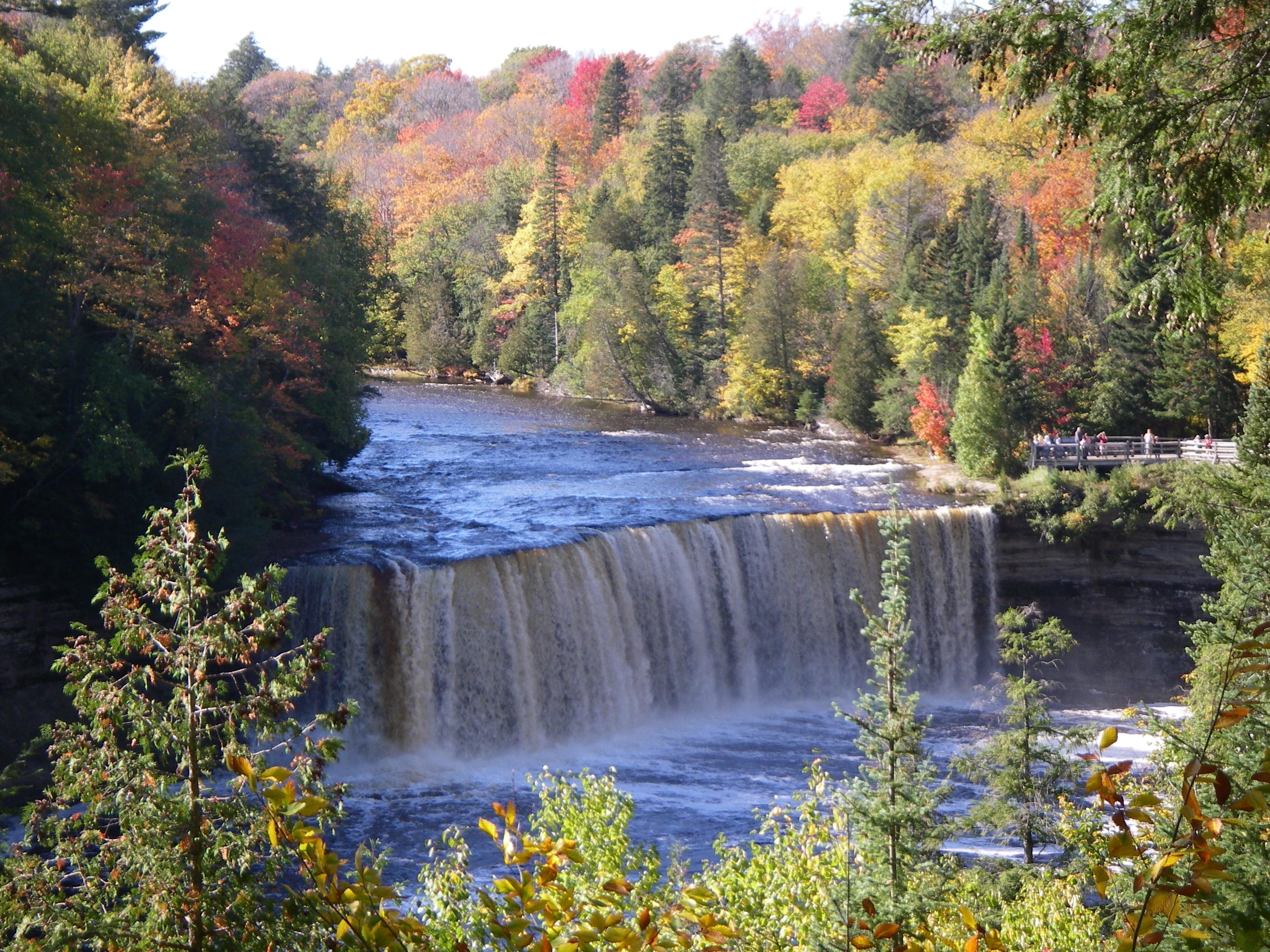
Cataratas del Alto Tahquamenon Otoño 2007

La actual Constitución de Míchigan fue adoptada en 1963. Constituciones más antiguas fueron aprobadas en 1835, 1850 y 1908. Las enmiendas a la Constitución son propuestas por el Poder Legislativo de Míchigan, y para ser aprobadas, necesitan recibir al menos el 51 % de votos favorables del Senado y de la Cámara de Representantes del estado, y entonces al menos dos tercios de los votos de la población electoral de Míchigan, en un referéndum. La población del Estado también puede proponer enmiendas a la Constitución a través de la recogida de un número adecuado de firmantes. Cuando esta petición de los firmantes es aceptada por el gobierno, para ser aprobada necesita recibir la aprobación de al menos un cuarto de los miembros de ambas cámaras del Poder Legislativo de Míchigan, y entonces al menos el 51 % de los votos de la población electoral. Las enmiendas también pueden ser propuestas e introducidas por convenciones constitucionales, que necesitan recibir al menos el 51 % de los votos de ambas cámaras del Poder Legislativo y dos tercios de los votos de la población electoral, en un referéndum.
El principal oficial del Poder Ejecutivo en Míchigan es el gobernador. Este es elegido por los electores del estado para mandatos de hasta cuatro años de duración. Una persona puede ejercer solo dos veces el cargo de gobernador. Otros oficiales del ejecutivo que son escogidos por el gobernador —Tesorero, Secretario de Estado, Teniente Gobernador (vicegobernador), también sirven en términos de a lo sumo cuatro años. Como el gobernador, pueden ejercer un mandato solo dos veces.

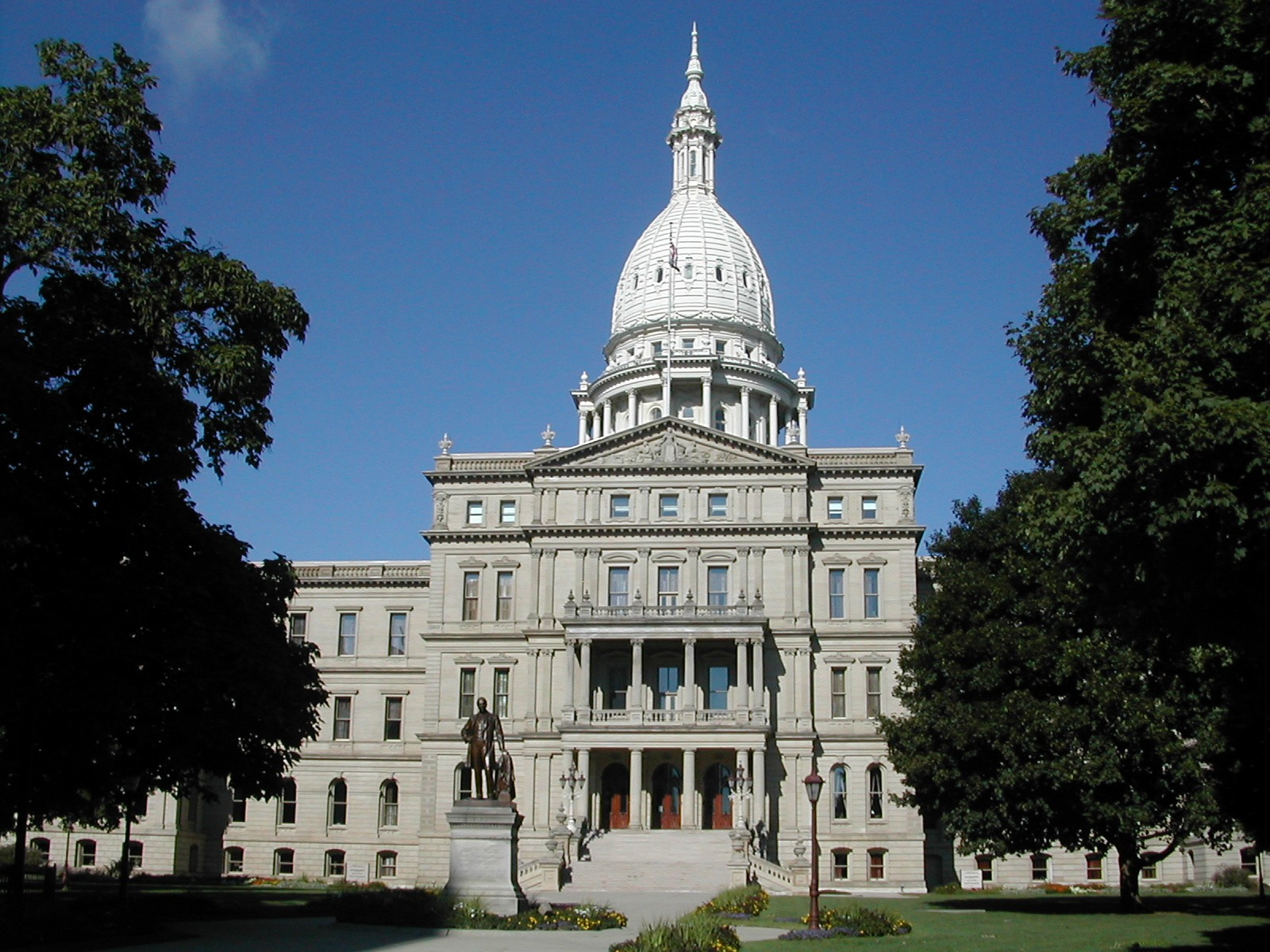
Capitolio del Estado de Míchigan, en Lansing.

El Poder Legislativo de Míchigan está constituido por el Senado y por la Cámara de Representantes. El Senado posee un total de 38 miembros, mientras que la Cámara de Representantes posee un total de 110 miembros. Míchigan está dividido en 38 distritos senatoriales y 110 distritos representativos. Los electores de cada distrito eligen un senador/representante, que representará a cada distrito en el Senado/Cámara de Representantes. El mandato de los senadores es de cuatro años y el de los representantes es de dos años.
El más alto tribunal del Poder Judicial de Míchigan es la Corte Suprema de Míchigan. Los ocho jueces de la Corte Suprema de Míchigan son elegidos por la población del estado para mandatos de hasta ocho años de duración. La segunda mayor corte de Míchigan es la Court of Appeals, compuesta por siete jueces, cuatro cortes distritales y 57 cortes regionales.
Míchigan está dividido en 83 condados. Estos condados, por su parte, están divididos en municipalidades (townships). Más de la mitad del presupuesto de Míchigan es generado por impuestos estatales. El resto proviene de presupuestos recibidos del gobierno nacional. En 2002, el gobierno del estado gastó 49 000 millones de dólares, habiendo generado 44 000 millones de dólares. La deuda pública de Míchigan es de 22 000 millones de dólares. La deuda per cápita es de 2185 dólares, el valor de los impuestos estatales per cápita es de 2177 dólares, y el valor de los gastos gubernamentales per cápita es de 4897 dólares.
El Partido Republicano dominó Míchigan hasta la Gran Depresión. En las elecciones de 1912, Míchigan fue uno de los seis estados que apoyó al republicano progresivo y tercer candidato del partido Theodore Roosevelt para la presidencia después de que él perdió la nominación republicana ante William Howard Taft. En años recientes, el estado se ha inclinado hacia el Partido Demócrata en elecciones nacionales. Míchigan apoyó a los demócratas en las cuatro últimas elecciones presidenciales. En 2004, John Kerry venció en el estado frente a George W. Bush, ganando los diecisiete votos electorales de Míchigan con el 51.2 % de los votos. Los demócratas han ganado las últimas tres, y nueve de las últimas diez elecciones al Senado estadounidense en Míchigan. La Gobernadora de Míchigan, Jennifer Granholm, una demócrata, recientemente ganó las elecciones para un segundo mandato, derrotando al candidato republicano Dick DeVos. La fuerza republicana es mayor en la parte occidental, del norte y rural del estado, sobre todo en la zona de Grand Rapids. Los demócratas son más fuertes en el este, sobre todo en Detroit, Ann Arbor, Flint y Saginaw.
Míchigan fue hogar de Gerald Ford, el 38.º presidente de los Estados Unidos. Nació en Nebraska y se trasladó siendo niño a Míchigan, donde creció.

## Demografía

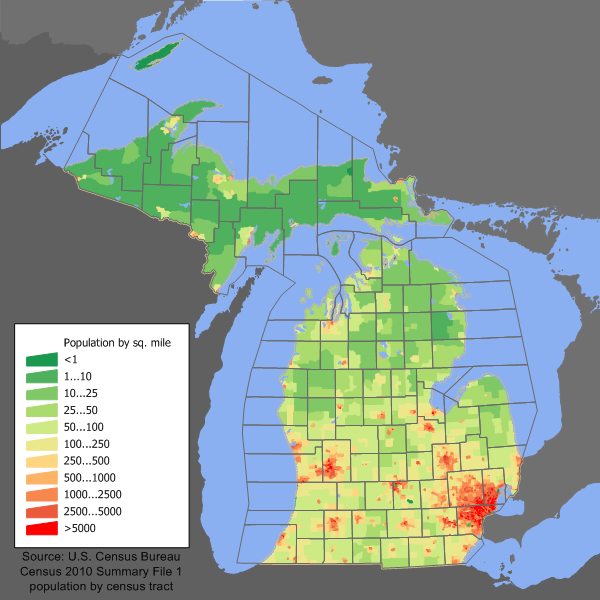
Densidad de población en Míchigan.

De acuerdo con el censo del 2000 de la Oficina del Censo de los Estados Unidos, la población de Míchigan en ese año era de 9 938 444 habitantes, un crecimiento del 6.5 % en relación con la población del estado en 1990, de 9 328 784 habitantes. El censo de los Estados Unidos de 2010 fijó la población del estado en 9 983 640 habitantes, un 0.6 % menos que la población en el año 2000. Míchigan fue el único estado estadounidense en disminuir su población entre los censos de los años 2000 y 2010. La población del estado según el censo de 2020 era de 10 077 331 habitantes.
El crecimiento natural de la población de Míchigan entre 2000 y 2005 fue de 182 380 habitantes (691 897 nacimientos y 456 137 defunciones) el crecimiento de la población causado por la inmigración fue de 122 901 habitantes, mientras que la migración interestatal resultó con una disminución de 165 084 habitantes. Entre 2000 y 2005, la población de Míchigan creció en 182 380 habitantes, y entre 2004 y 2005, en 16 654 habitantes.
Cerca del 82 % de la población de Míchigan vive en nueve regiones metropolitanas distintas: Ann Arbor, Benton Harbor, Detroit, Flint, Grand Rapids-Muskegon-Holland, Jackson, Kalamazoo-Battle Creek, Lansing-East Lansing y Saginaw-Bay City-Midland.
La mayor parte de la población vive en la Península Inferior del estado. La densidad de población media del estado es de 40.21 hab/km² habitantes por kilómetro cuadrado. Sin embargo, en la Península Inferior, esta media es de 230. En la Península Superior la densidad media es de sólo 8 hab/km². En total, la Península Superior posee cerca de 300 000 habitantes.
| Gráfica de evolución demográfica de Míchigan entre 1800 y |
|                                                           |

### Principales ciudades

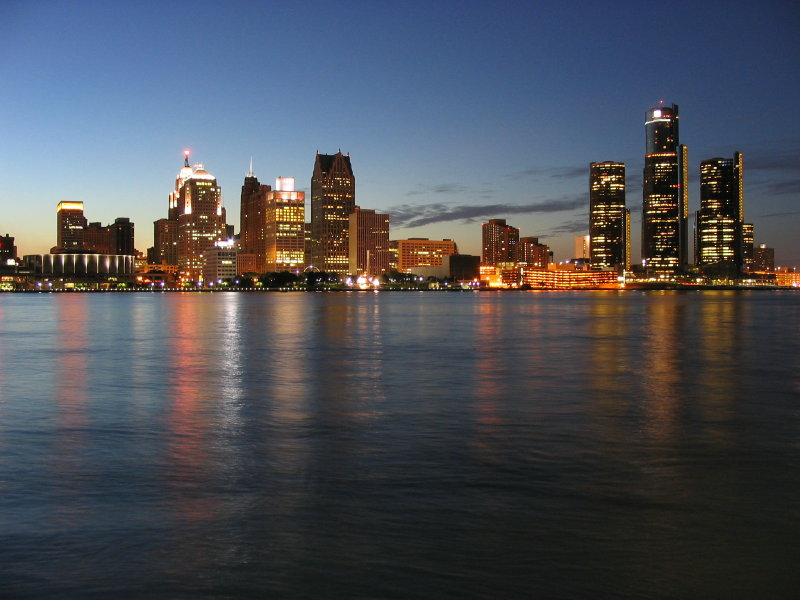
Detroit.

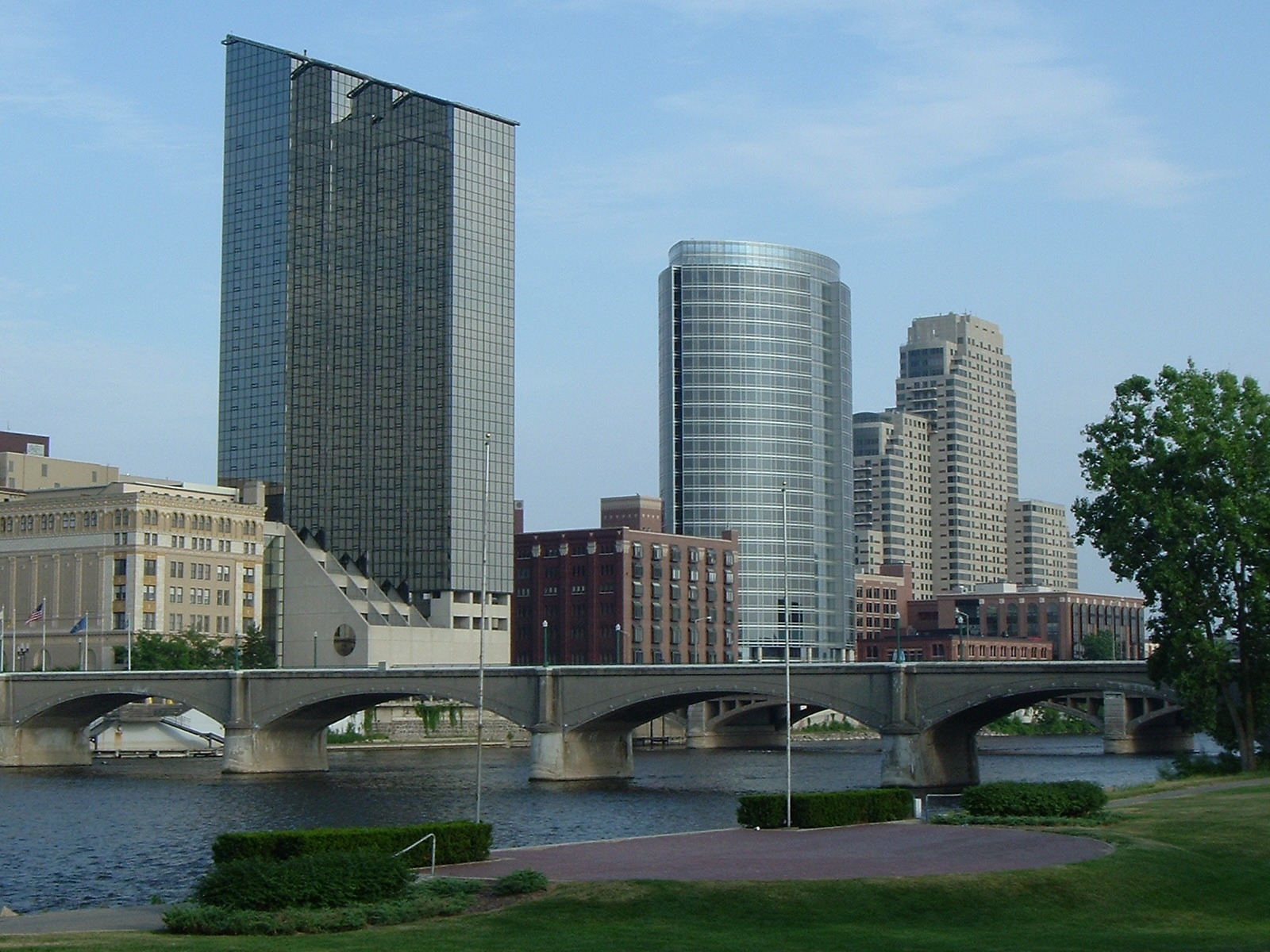
Grand Rapids.

Cerca del 75 % de la población de Míchigan vive e áreas urbanas. Las principales ciudades del estado son:
- Detroit (también conocida como «Motor City» o «Motown»).
- Grand Rapids (también conocida como The Furniture City).
- Warren.
- Flint (ciudad donde fue fundada la General Motors, también conocida como «Vehicle City»).
- Sterling Heights.
- Lansing (capital del estado).
- Ann Arbor (sede de la Universidad de Míchigan).
- Livonia.
- Dearborn (sede de la Ford Motor Company; lugar de nacimiento de Henry Ford).

Otras ciudades importantes son:
- Battle Creek («Cereal City U.S.A.», sede de las oficinas centrales de la Kellogg Company)
- Pontiac (mayor centro de fabricación de automóviles, sede de la Pontiac Silverdome)
- Marquette (mayor ciudad de la Península Superior, con sus 19 661 habitantes).
- Traverse City
- Midland
- Frankenmuth
- Holland
- East Lansing (sede de la Universidad Estatal de Míchigan)
- Saginaw

### Razas y etnias
La composición étnica de Míchigan es la siguiente:
| Raza autoidentificada                         | 1970   | 1990   | 2000   | 2010   | 2020   |
| --------------------------------------------- | ------ | ------ | ------ | ------ | ------ |
| Blancos                                       | 88,3 % | 83,4 % | 80,1 % | 78,9 % | 73,9 % |
| Negros                                        | 11,2 % | 13,9 % | 14,2 % | 14,2 % | 13,7 % |
| Asiáticos                                     | 0,2 %  | 1,1 %  | 1,8 %  | 2,4 %  | 3,3 %  |
| Nativos                                       | 0,2 %  | 0,6 %  | 0,6 %  | 0,6 %  | 0,6 %  |
| Nativos de Hawaiia y Otro isleño del pacífico | —      | —      | —      | —      | —      |
| Otra raza                                     | 0,2 %  | 0,9 %  | 1,3 %  | 1,5 %  | 2,2 %  |
| Multiracial                                   | —      | —      | 1,9 %  | 2,3 %  | 6,3 %  |

Los cinco mayores grupos de Míchigan por su ascendencia son: alemanes (que componen el 20,4 % de la población del estado), afroamericanos (14,2 %) irlandeses (10,7 %), ingleses (9,9 %) y polacos (8,6 %). Otras etnias minoritarias son los franceses, holandeses e italianos.
Estadounidenses de ascendencia alemana están presentes en todas las regiones de Míchigan. Escandinavos (especialmente finlandeses), británicos y franceses poseen una notable presencia en la Península Superior. El oeste del estado es conocido nacionalmente por la herencia neerlandesa de muchos de sus habitantes. Míchigan posee la mayor concentración de neerlandeses de cualquier estado estadounidense. La región metropolitana de Detroit posee muchos habitantes de ascendencia polaca, irlandesa, italiana y árabe. Los afroamericanos son mayoría en la ciudad de Detroit.

### Religión

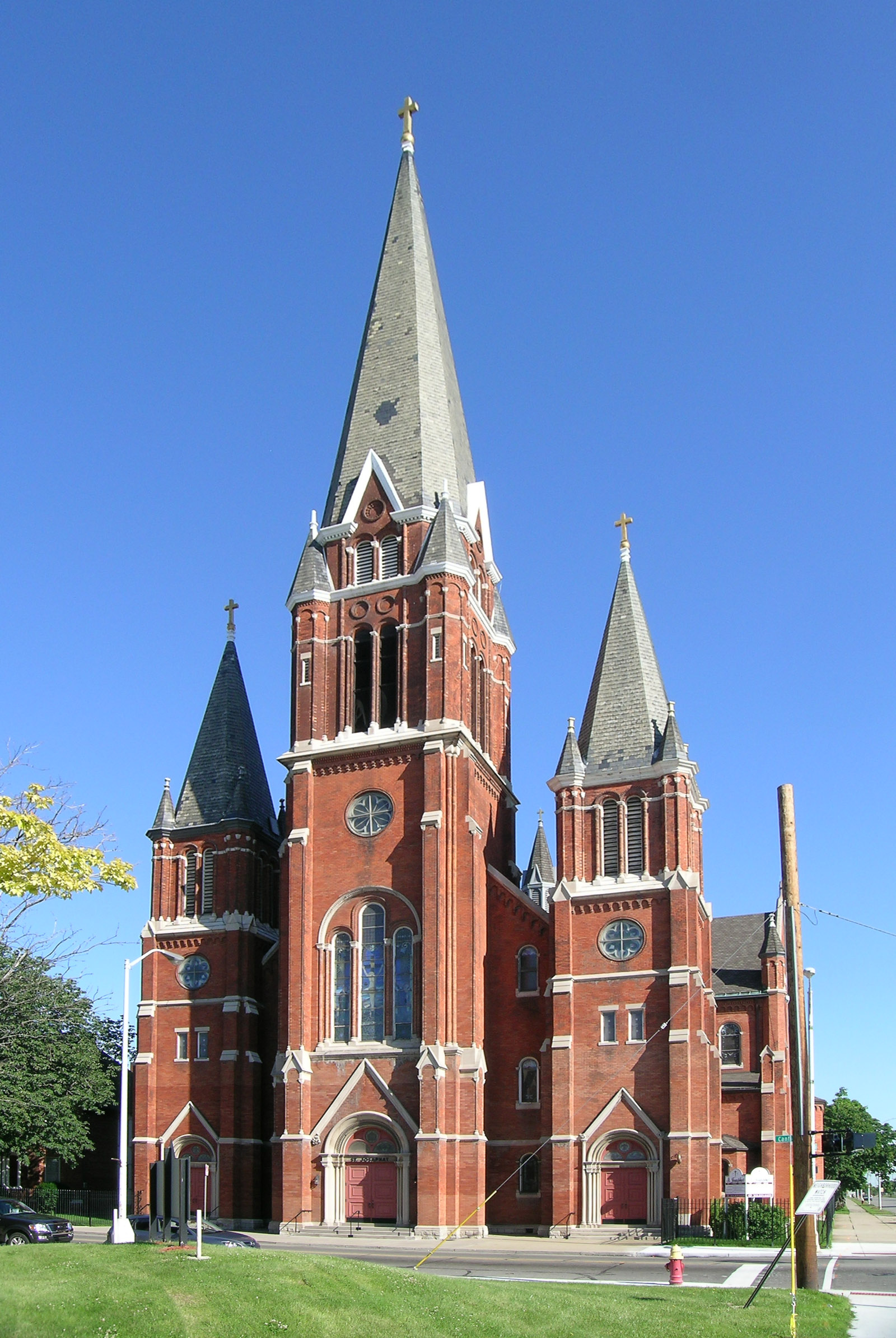
Iglesia católica de San Josafat, en Detroit.

Porcentaje de la población de Míchigan por afiliación religiosa 2018:
```
Religión 2019
```

- Cristianismo – 7 059 367 (71 %)
  - Protestantismo – 5 269 668 (53 %)
  - Catolicismo – 1 789 698 (18 %)
- Otras religiones – 497 138 (5 %)
- Sin religión – 2 386 265 (24 %)

### Educación

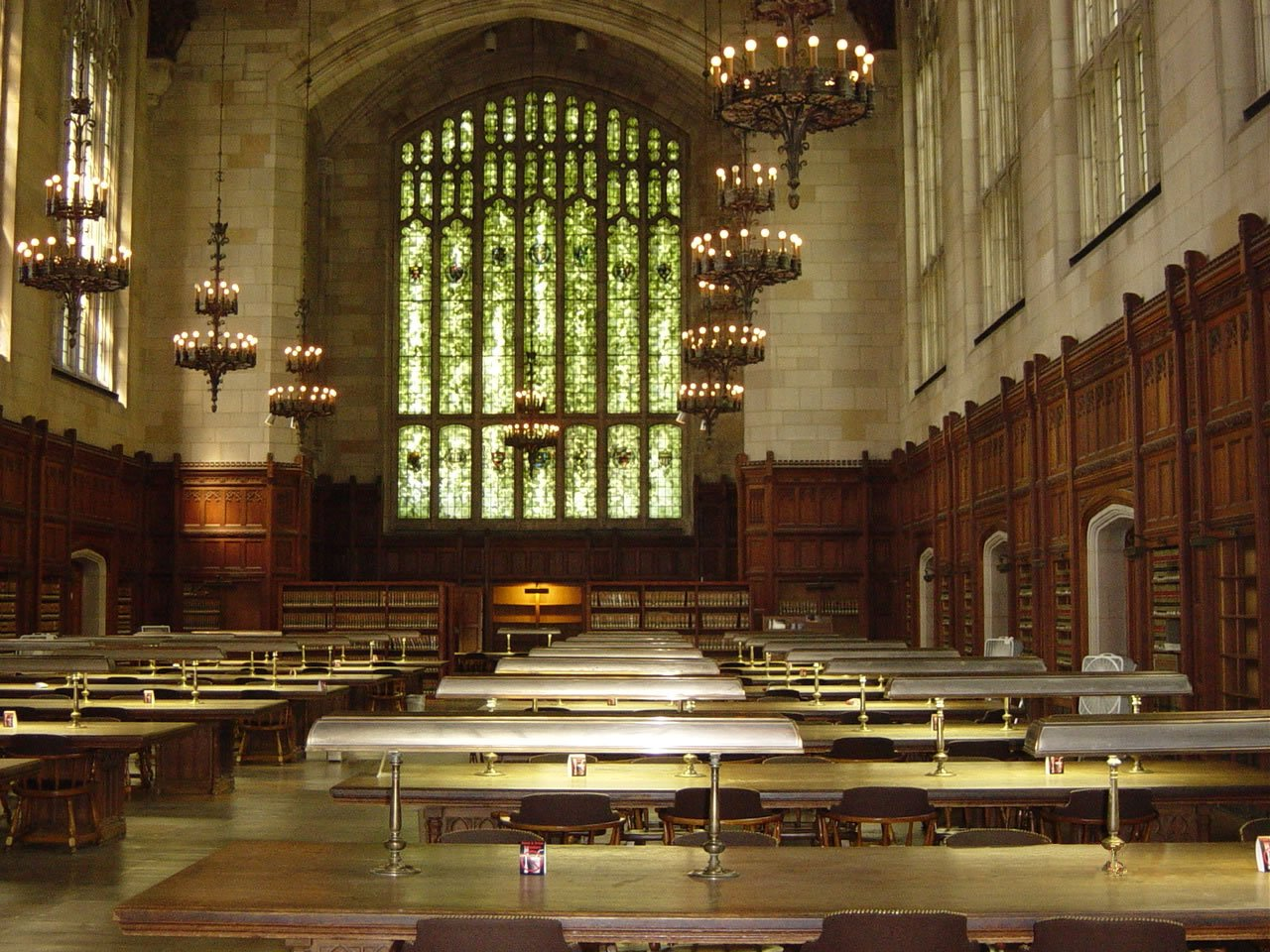
Interior de la biblioteca de la facultad de Derecho de la Universidad de Míchigan.

Las primeras escuelas de Míchigan fueron fundadas por misioneros católicos franceses, durante el siglo XVII, con la intención de convertir a los indígenas de la región al catolicismo y asimilar los nativos americanos a la cultura occidental. Las primeras escuelas públicas creadas principalmente para ofrecer un nivel de educación básico fueron fundadas en 1798. En 1827, el estado aprobó una ley por la cual hacía obligatorio la creación de un sistema escolar público en toda municipalidad del estado. Inicialmente, estos sistemas escolares eran fundados exclusivamente por los ayuntamientos. A partir de 1837, el estado comenzó a aportar regularmente presupuestos a estos sistemas escolares públicos.
Actualmente, todas las instituciones educacionales en Míchigan necesitan seguir reglas y patrones dictados por el Consejo Estatal de Educación de Míchigan. Este consejo controla directamente el sistema de escuelas públicas del estado, que está dividido en diferentes distritos escolares. En las ciudades, la responsabilidad de administrar las escuelas es del distrito escolar municipal, mientras que en regiones menos densamente habitadas, esta responsabilidad es de los distritos escolares que operan en todo el condado en general. Estos distritos escolares administran las escuelas localizadas dentro del distrito, y reciben presupuestos principalmente a través del cobro de impuestos en la ciudad o condado, y de presupuestos del gobierno estatal. Cada ciudad, municipalidad o condado administra sus propios distritos escolares. Míchigan permite la operación de escuelas chárter —escuelas públicas independientes que no son administradas por distritos escolares, pero que dependen de presupuestos públicos para su funcionamiento. La atención escolar es obligatoria para todos los niños y adolescentes con más de seis años de edad, hasta la conclusión de la educación secundaria o hasta los dieciséis años de edad.
En 1999, las escuelas públicas del estado atendieron a cerca de 1.73 millones de estudiantes, empleando aproximadamente a 96 600 profesores. Las escuelas privadas atendieron cerca de 179 600 estudiantes, empleando aproximadamente a 11 800 profesores. El sistema de escuelas públicas del estado invirtió cerca de 12 785 millones de dólares, y el gasto de las escuelas públicas fue de aproximadamente 8100 dólares por estudiante. Cerca del 87.6 % de los habitantes del estado con más de veinticinco años de edad poseen un diploma de educación secundaria.
La primera biblioteca pública de Míchigan fue fundada en 1828, en Detroit. Actualmente, el estado posee 381 sistemas de bibliotecas públicas, que mueven anualmente una media de 5.2 libros por habitante. La primera institución de educación superior de Míchigan —el Catholepistemiad, que se convertiría posteriormente en el actual Sistema de Universidades de Míchigan— fue fundado en 1817 en Detroit. Actualmente, Míchigan posee ciento nueve instituciones de educación superior, de las cuales cuarenta y cuatro son públicas, y sesenta y cinco son privadas. Los tres principales centros de educación superior pública del estado son la Universidad de Míchigan, la Universidad Estatal de Míchigan y la Universidad Estatal Wayne.

## Economía

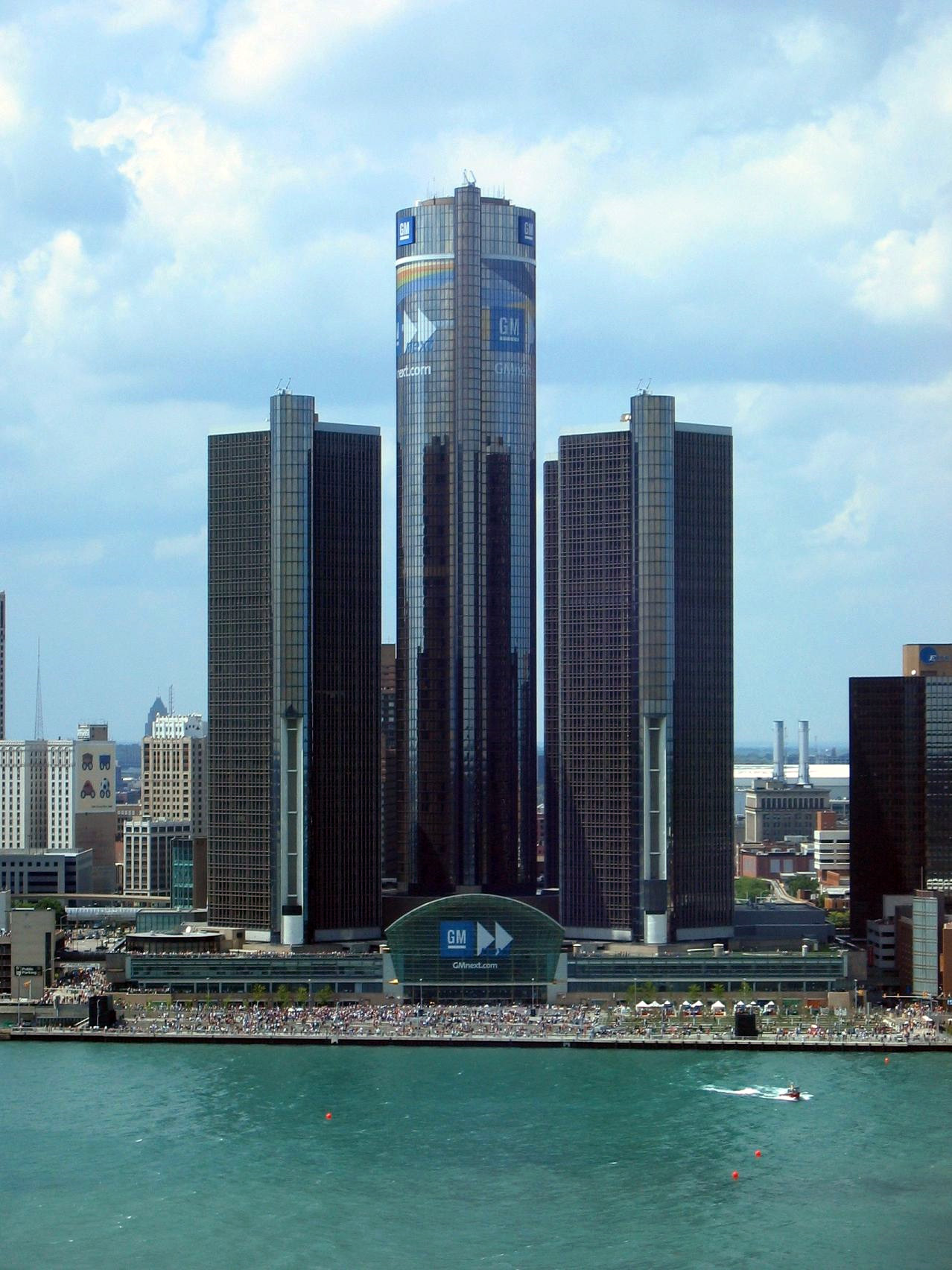
Cuartel general de General Motors en Detroit.

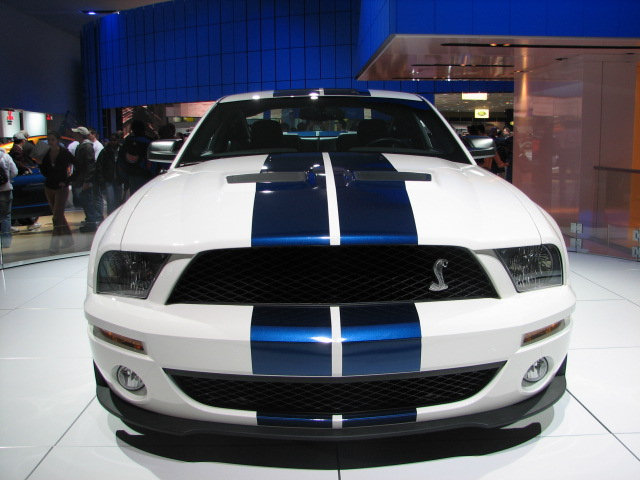
Míchigan es el centro de la industria automovilística estadounidense. En la foto un Ford Shelby GT500, que se fabrica en la planta de la marca en Flat Rock (Míchigan), expuesto en el Salón del Automóvil de Detroit.

El producto interior bruto de Míchigan fue de 365 000 millones de dólares. La renta per cápita del estado, por su parte, fue de 31 178 dólares, la vigésima del país. La tasa de desempleo de Míchigan es del 7,1 %, la tercera entre los estados estadounidenses, detrás solo de Alaska y Oregón.
El sector primario aporta el 1 % del PIB de Míchigan. El estado posee 52 000 granjas, que ocupan cerca del 35 % del estado. La agricultura y la ganadería responden juntas por el 0,92 % del PIB del estado, y emplean aproximadamente a 128 000 personas. Míchigan es un líder nacional de la industria agropecuaria. Los principales productos agropecuarios producidos en el estado son el trigo, la soja, las manzanas, el maíz y el ganado bovino —carne y leche. La pesca y la industria maderera suponen juntas el 0.08% del PIB del estado y emplean aproximadamente a cuatro mil personas.
El sector secundario supone el 30 % del PIB de Míchigan. El valor total de los productos fabricados en el estado es de 96 000 millones de dólares. Los principales productos industrializados fabricados en el estado son automóviles, camiones, autobuses, maquinaria y productos químicos. Detroit es uno de los mayores centros de la industria automovilística del mundo, hecho que le dio el apodo de La Capital del Automóvil. El estado produce más coches, camiones y autobuses que cualquier otro estado estadounidense. En este estado se encuentran las sedes centrales de los llamados «Tres Grandes de la industria automotriz estadounidense», las cuales se encuentran repartidas en las ciudades de Auburn Hills (FCA US, ex-Chrysler Corporation), Dearborn (Ford Motor Company) y Detroit (General Motors). La industria de manufactura responde por el 26 % del PIB del estado, empleando aproximadamente a un millón de personas. La industria de construcción el 5 % del PIB del estado y emplea aproximadamente a trescientas mil personas. La minería supone el 1 % del PIB de Míchigan, empleando a cerca de catorce mil personas. Los principales recursos naturales mineros extraídos en el estado son el hierro, el gas natural, el petróleo y el cobre.

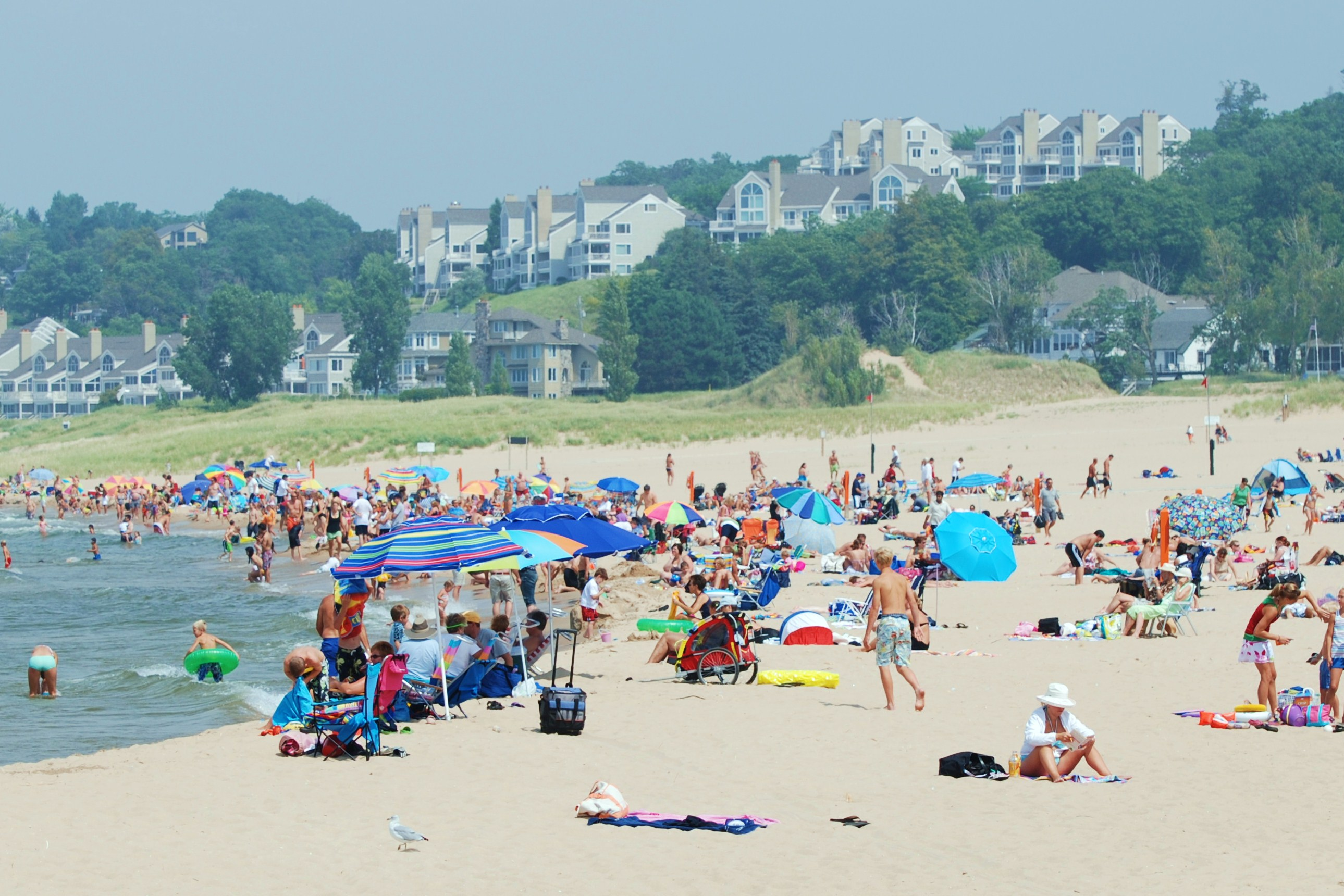
Playa del lago Míchigan en el parque estatal Holland.

El sector terciario aporta el 69 % del PIB de Míchigan. Cerca del 20 % del PIB del estado proviene de servicios comunitarios y personales. Este sector emplea a más de un millón de personas. El comercio al por mayor y al por menor responde por el 17 % del PIB del estado, y emplea aproximadamente a 1.3 millones de personas. El comercio de Míchigan es ayudado por el turismo, que se convirtió en una fuente de renta importante en el estado a partir de la década de 1960. Los servicios financieros e inmobiliarios responden por más del 14 % del PIB del estado, empleando aproximadamente a 375 000 personas. Los servicios gubernamentales responden por el 10 % del PIB de Míchigan, empleando aproximadamente a 680 000 personas. Transportes, telecomunicaciones y utilidades públicas emplean a 210 000 personas, y suponen el 7 % del PIB de Míchigan.
El 70 % de la electricidad generada en el estado está producida en centrales termoeléctricas a carbón, y la mayor parte del resto se produce en centrales alimentadas por gas natural o en centrales hidroeléctricas.

## Infraestructuras

### Transportes

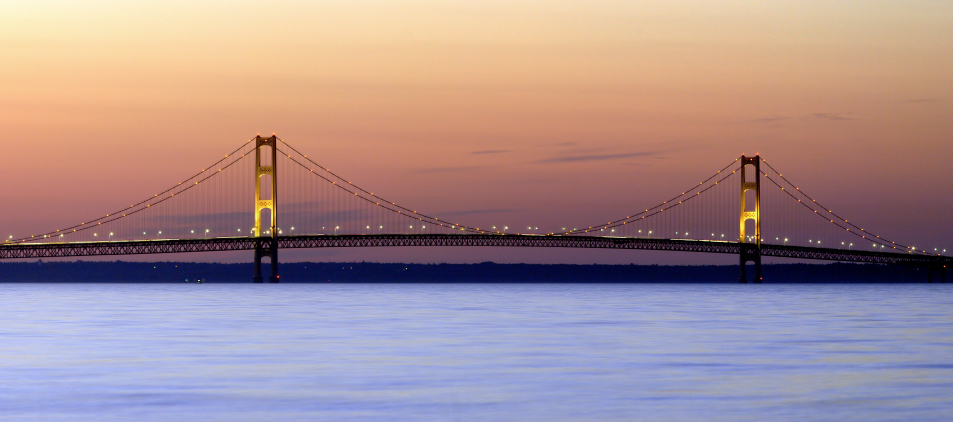
Puente del Estrecho de Mackinac.

El puente Mackinac es el único medio de acceso directo entre la Península Superior y la Península Inferior de Míchigan. Este puente es el tercer puente colgante más largo del mundo, con sus ocho kilómetros de longitud. El puente Ambassador une a Detroit con la ciudad canadiense de Windsor y es una de las principales vías de comunicación transfronterizas de Norteamérica.
Detroit es el principal centro ferroviario, viario, aeroportuario y portuario del estado. En 2002, Míchigan poseía 5985 kilómetros de vías férreas. En 2003, el estado poseía 196 697 kilómetros de vías públicas, de los cuales dos mil kilómetros eran carreteras interestatales, parte del sistema viario federal de Estados Unidos.
El puerto con más movimiento del estado es el de Detroit. Otro centro portuario importante es Sault Ste. Marie. Estos puertos son importantes para el transporte de minerales extraídos en el interior y en la Península Superior de Míchigan, así como automóviles, camiones y vehículos producidos en la región metropolitana de Detroit, hacia otras regiones. Las esclusas de Soo conectan el lago Superior con el resto de los Grandes Lagos. Seis compañías ferroviarias dan servicio de transporte de carga, y dos ofrecen servicio de transporte de pasajeros entre las principales ciudades del estado. El aeropuerto con más movimiento de Míchigan es el Aeropuerto Internacional de Detroit.

### Medios de comunicación
El primer periódico publicado en Míchigan fue el Detroit Gazette, publicado por primera vez en Detroit, en 1817. Actualmente son publicados en el estado cerca de 660 periódicos, de los cuales aproximadamente 80 son diarios. Son impresos cerca de 250 periódicos.
La primera estación de radio de Míchigan fue fundada en 1920, y la primera estación de televisión del estado fue fundada en 1947, ambas en Detroit. Actualmente, Míchigan posee cerca de 280 estaciones de radio y aproximadamente 85 estaciones de televisión.

## Cultura
En el estado de Míchigan se encuentra el Detroit Institute of Arts y la Biblioteca Pública de Detroit. Del estado de Míchigan han surgido personajes relevantes culturalmente como Francis Ford Coppola, Stevie Wonder, Diana Ross, Iggy Pop, Michael Moore, Madonna, Eminem, Tyler Oakley, etc.

### Deporte

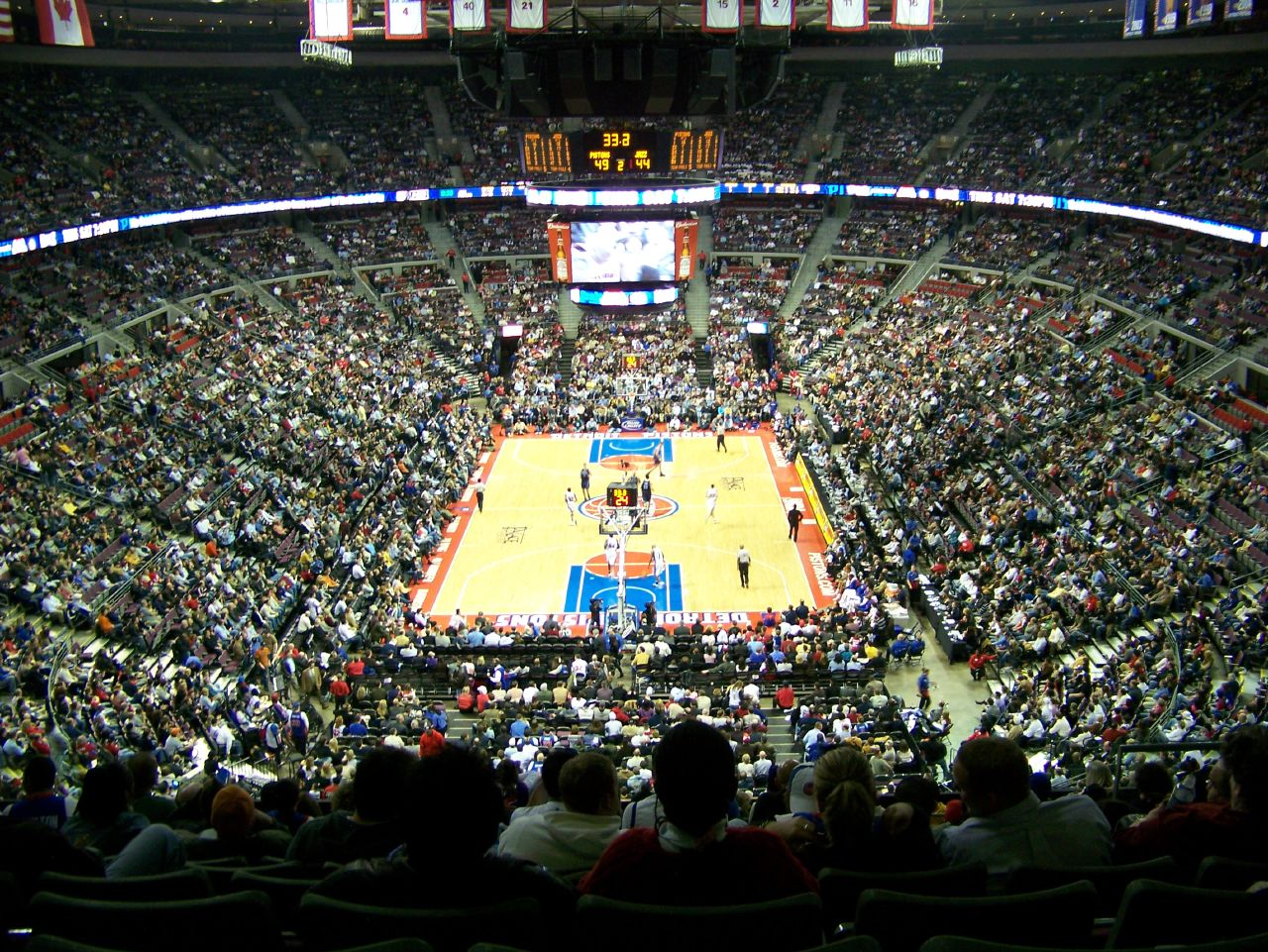
The Palace of Auburn Hills, en Detroit, el pabellón del equipo de baloncesto de la NBA Detroit Pistons.

Míchigan es representado en las cuatro grandes ligas profesionales por un equipo de Detroit: los Detroit Tigers de las Grandes Ligas de Béisbol, los Detroit Lions de la National Football League, los Detroit Red Wings de la National Hockey League y los Detroit Pistons de la National Basketball Association.
Los dos principales equipos deportivos universitarios del estado son los Michigan Wolverines y los Michigan State Spartans, que lograron títulos nacionales en fútbol americano y baloncesto, y rivales acérrimos en la Big Ten Conference.
El circuito callejero de Detroit ha albergado fechas de la Fórmula 1, CART, IndyCar Series, American Le Mans Series, Rolex Sports Car Series y United SportsCar Championship. Por su parte, el Michigan International Speedway es un superóvalo donde han corrido la CART y la Copa NASCAR.
Oakland Hills ha sido sede de numerosas ediciones del Abierto de los Estados Unidos y el Campeonato de la PGA.

### Símbolos del estado
- Flor: Apple Blossom (Pyrus coronaria), desde 1897.
- Pájaro: Zorzal migratorio (Turdus migratorius), desde 1931.
- Roca: Hexagonaria pericarnata (coral petrificado que se encuentra al norte de la Península Inferior), desde 1965.
- Pez: Desde 1965 es la trucha, y la legislatura de Míchigan especificó en 1988 que era concretamente Salvelinus fontinalis.
- Reptil: Tortuga pintada (Chrysemys picta) (desde 1995).
- Fósil: Mastodonte americano (Mammut americanum), desde 2002.
- Árbol: Pinus strobus, desde 1955.
- Gema: Chlorastrolita (desde 1972).
- Flor silvestre: Iris lacustre (Iris lacustris), desde 1998.
- Mamífero: Ciervo de cola blanca (Odocoileus virginianus), desde 1997, y, tradicionalmente, el glotón (Gulo gulo)

(Fuente: Símbolos del estado de Míchigan)

### Estados hermanos
- Prefectura de Shiga, Japón[18]
- Sichuan, República Popular China[19]